# Первая карибская война
Первая Карибская война (англ. First Carib War; 1769–1773) — вооружённый конфликт между Великобританией и населением острова Сент-Винсент, состоявшим из потомком автохтонного индейского населения (карибов) и беглых черных рабов, образовавших на острове Сент-Винсент своеобразную этническую группу чёрных карибов. 

## История и описание

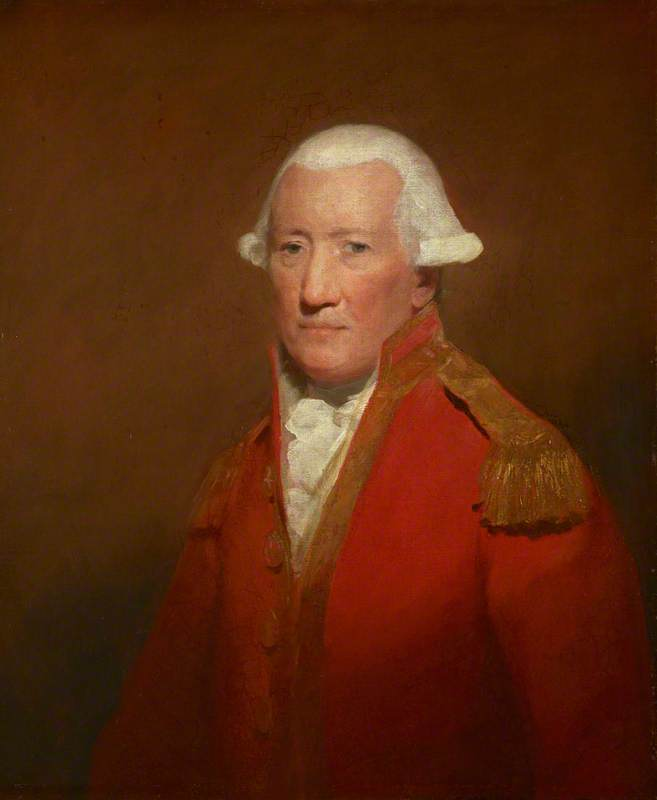
Британский губернатор (до 1771) Роберт Мелвилл (1723—1809) на портрете кисти Генри Ребёрна (1790-е).

В течение первой половины XVIII столетия попытки закрепиться на Сент-Винсенте предпринимала Франция. По завершившему Семилетнюю войну Парижскому мирному договору (1763), Франция, наряду с другими территориями в Новом Свете, передала Великобритании и Сент-Винсент. Первым губернатором стал Роберт Мелвилл, вторым — Уильям Лейборн Лейборн (англ.) . Однако, попытка британских плантаторов освоить земли на острове привели к конфликту с чёрными карибами, которые фактически контролировали северную часть острова. 
Открытый конфликт начался в 1769 года, когда партия британских солдат из 32-го пехотного полка, отправленная на земли чёрных карибов, чтобы вести дорожное строительство, была взята в плен черными карибами и разоружена. После этого лидер чёрных карибов Жозеф Шатойе связался с французским губернатором соседней Мартиники и приобрёл у него партию оружия, за которой — негласно — последовали другие. В сентябре того же года команда американского корабля, севшего на мель вблизи Сент-Винсента, была перебита чёрными карибами, а имущество, находившееся на корабле — расхищено.
В ответ на эти события, в ноябре следующего 1770 года из гавани Корка в Вест-Индию были отправлены три пехотный полка. Годом позже британцам удалось,  благодаря перехваченным письмам, доказать тайную поддержку чёрных карибов со стороны французов и использовать эту информацию в дипломатическом противостоянии с Францией. Однако, только к 1772 году англичанам удалось сосредоточить на острове достаточное количество пехоты, переброшенной из метрополии, Массачусетса и с соседних островов, чтобы организовать наступление на территории, населённые чёрными карибами. Усиленная британская эскадра патрулировала побережье острова, чтобы пресечь французскую контрабанду. 
В сентябре 1772 года войска под командованием генерал-майора Уильяма Далримпла (англ.) выступили из Кингстауна на север для завоевания территории. Одновременно, с британских кораблей в тылу чёрных карибов было высажено несколько сильных десантных групп. Главной задачей, поставленной перед силами вторжения, был захват горного района в центре острова.
Несмотря на подавляющее численное превосходство завоевателей, вторжение развивалось не слишком гладко. Британцы плохо знали местность, где им предстояло действовать, в результате чего в январе 1773 года отряд солдат из 31-го пехотного полка под командованием офицера Ральфа Уолша попал в засаду и был полностью вырезан чёрными карибами. Однако, более важным стало то, что британцы не были подготовлены к боевым действиям в жарком и влажном климате. Многие солдаты заболели. Чёрные карибы успешно устраивали засады и налёты на плантации, откуда британцы получали продовольствие, в результате чего остров не мог обеспечить потребности войск, и губернатор вынужден был полагаться на подвоз съестных припасов из Северной Америки. «Армия» чёрных карибов, составлявшая около 3 000 человек (по консервативным оценкам, вдвое меньше) успешно избегала открытых сражений, так что простое обнаружение скопления сил противника стало для британцев главной проблемой, которую они не смогли решить.
Война была непопулярна в Британии. В ходе многочисленных дебатов в Палате общин правительство было подвергнуто критике за пустую и неэффективную трату людей и ресурсов в ходе войны за «экономически бесполезную» территорию. Всё это привело к подписанию в 1773 году мирного соглашения, по которому британцы официально признали территорией, принадлежащей чёрным карибам, северную треть острова. 
Фактически, чёрные карибы одержали победу в войне, хотя обстоятельства и не располагали к этому.